# Juredejjacha
La Juredejjacha (in russo Юредейяха?) è un fiume della Siberia Occidentale, affluente di sinistra del fiume Taz, che scorre nel Tazovskij rajon del Circondario autonomo Jamalo-Nenec, in Russia.
Il fiume scorre in direzione nord-orientale nel bassopiano della Siberia occidentale e sfocia nel canale Njambojto lungo la riva sinistra del Taz. La lunghezza del Juredejjacha è di 227 km, l'area del bacino è di 2 680 km².